# Атлантична дієта

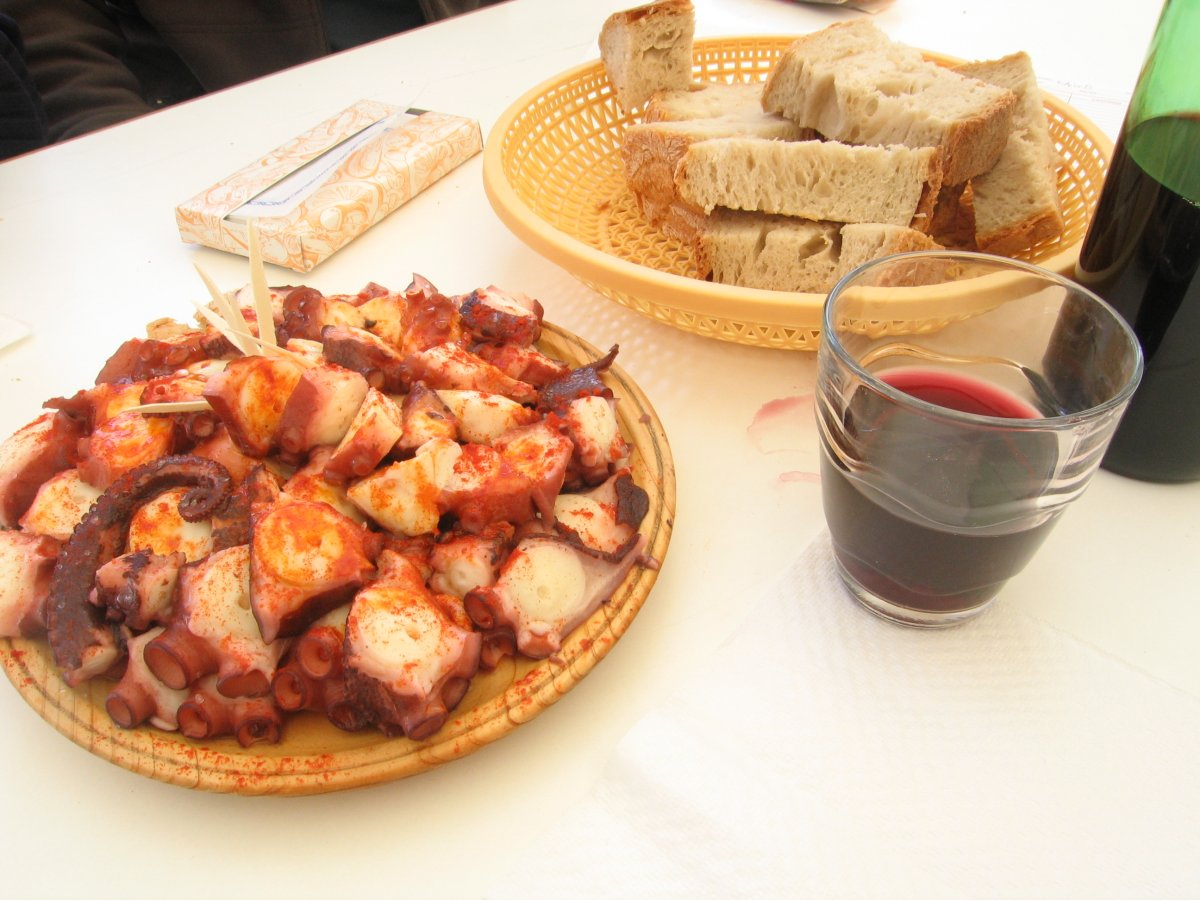
Пульпада з хлібом і вином

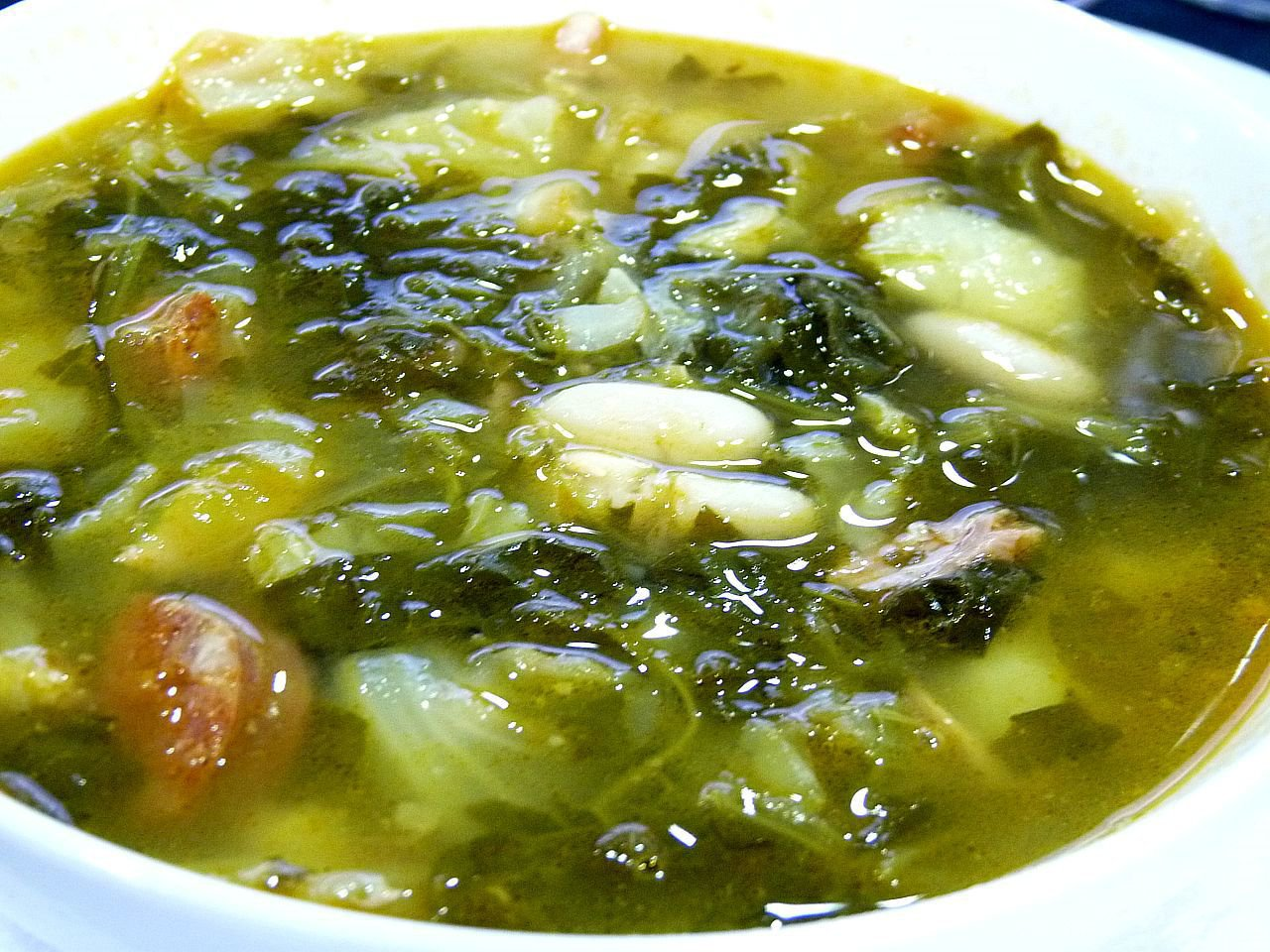
Галісійський бульйон

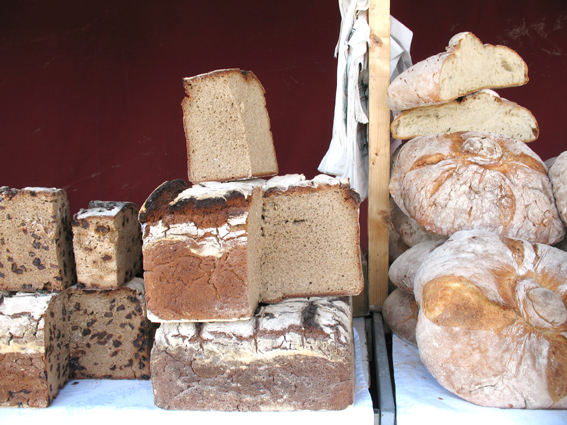
Галісійський хліб

Атлантична дієта належить до традиційних харчових звичок людей на північному заході Іспанії та Португалії і зосереджується на необроблених продуктах, овочах і фруктах, горіхах, цільнозерновому хлібі, рибі, молочних продуктах, яйцях, червоному м'ясі та вині. Атлантична дієта схожа на середземноморську, оскільки обидві підкреслюють уникання оброблених харчових продуктів. Атлантична дієта передбачає більше риби, молока, картоплі, хліба, червоного м'яса та свинини, тоді як середземноморська дієта містить більше макаронних виробів, бобів і насіння, а також більший акцент на здоровому жирі з оливкової олії першого віджиму, а не на жирній рибі, як-от скумбрія, сардини та лосось.
Також відома як галісійська атлантична дієта, це «більше, ніж дієта, це спосіб життя, де фізичні вправи, прості технології приготування їжі, повага до традицій і задоволення від їжі є незмінними».

## Дієта
Атлантична дієта передбачає велике споживання риби, молюсків, ракоподібних, овочів, картоплі, хліба, круп, фруктів, каштанів, бобових, меду, цільних горіхів і оливкової олії. Атлантична дієта передбачає середнє споживання вина, молока, сиру, яєць, свинини та яловичини. Загалом жирне м'ясо, солодощі та газовані напої вживаються в невеликих кількостях або взагалі не вживаються.

## Вплив на здоров'я
Дослідження Журналу Американської Медичної Асоціації показало, що шість місяців атлантичної дієти призвели до значного зниження ризику розвитку метаболічного синдрому, який може включати ожиріння, високий кров'яний тиск, високий рівень цукру в крові, тригліцеридів або холестерину та призвести до розвитку серцево-судинні захворювання та діабет 2 типу. Дослідження, опубліковане в Molecular Psychiatry, показало, що атлантична дієта, також відома як південноєвропейська атлантична дієта, знижує ризик депресії. Дослідження, опубліковане в Європейському журналі превентивної кардіології, показало, що південноєвропейська атлантична дієта знижує смертність від усіх причин, серцево-судинних захворювань і раку.